# Marian Babson
Pour les articles homonymes, voir Babson (homonymie).
Marian Babson, pseudonyme de Ruth Stenstreem, née à Salem, Massachusetts et morte à Londres le 19 décembre 2017,, est une auteure américaine de roman policier.

## Biographie
Elle travaille dans une bibliothèque publique de Boston pendant quelques années avant de quitter l’Amérique pour un séjour d’un an en Angleterre. À son retour, elle est brièvement secrétaire, puis réceptionniste. Ayant obtenu un permis de travail britannique, elle retourne à Londres, où elle devient secrétaire de remplacement pour les employeurs les plus variés, passant d’un club de Soho au British Museum, et d’un bureau d’architectes au secrétariat d’une star pour laquelle elle répond aux fans. Elle devient écrivain à temps plein à partir de 1980 et exerce la fonction de secrétaire de la Crime Writers Association (en) entre 1986 et 1996.
Son premier roman policier, Cover Up Story (1971), fait apparaître le duo de détectives amateurs Douglas Perkins et Gerry Tate, responsables d’une agence de publicité et de relations publiques, qui partagent la double passion des chats et des enquêtes criminelles.  Les titres de cette série sont des whodunits classiques, tout comme ceux consacrés à Trixie Dolan et Evangeline Sinclair, deux vieilles actrices qui ne craignent pas de se mêler de ce qui ne les regarde pas pour élucider des énigmes dans des récits qui font la part belle à la comédie policière.  Les nombreux romans de Babson sans héros récurrents s’écartent à l’occasion du roman d’énigme pour aborder le thriller psychologique, mais conservent souvent un ton enjoué et ménagent presque toujours une place de choix aux chats.

## Œuvre

### Romans

#### SérieDouglas Perkins et Gerry Tate
- Cover Up Story (1971)
- Murder at the Cat Show ou Murder on Show (1972)
- Tourists are for Trapping (1989)
- In the Teeth of Adversity (1990)

#### SérieTrixie Dolan et Evangeline Sinclair
- Reel Murder (1986)
- Encore Murder (1989)
- Shadows in Their Blood (1991)
- Even Yuppies Die (1993)
- Break a Leg, Darlings (1995)
- Not Quite a Geisha ou The Cat Who Wasn't a Dog (2003)
- No Cooperation from the Cat (2012)

#### SérieBrimful Coffers
- Canapes for the Kitties ou Miss Petunia’s Last Case (1996)
- Retreat from Murder ou  Please Do Feed the Cat (2004)

#### Autres romans
- Pretty Lady (1973)
- The Stalking Lamb (1974)
- Unfair Exchange (1974)
- Murder Sails at Midnight (1975)
- There Must be Some Mistake (1975)
- Untimely Guest (1976)
- The Lord Mayor of Death (1977)
- Murder, Murder, Little Star (1977)
- Tightrope for Three (1978)
- So Soon Done For (1979)
- The Twelve Deaths of Christmas (1979) Publié en français sous le titre Noël sans trêve, Paris, Librairie des Champs-Élysées, Le Masque no 1654, 1981
- Dangerous to Know (1980) Publié en français sous le titre Hécatombe au journal, Paris, Librairie des Champs-Élysées, Le Masque no 1680, 1982
- Queue Here for Murder ou Line Up For Murder (1980)
- Bejewelled Death (1981) Publié en français sous le titre Chapeau, Miss Orpington !, Paris, Librairie des Champs-Élysées, Le Masque no 1712, 1983
- Never as Strangers (1982)
- Death Beside the Seaside ou Dead Beside the Sea (1982)
- Death Warmed Up (1982)
- A Fool for Murder (1983)
- The Cruise of a Death Time (1983)
- A Trail of Ashes ou Whiskers and Smoke (1984)
- Death Swap ou Paws for Alarm (1984)
- Death in Fashion (1985)
- Weekend for Murder ou Murder on a Mystery Tour (1985)
- Fatal Fortune (1987)
- Guilty Party (1988)
- Past Regret (1990)
- Nine Lives to Murder (1992)
- The Diamond Cat (1994)
- The Company of Cats ou  The Multiple Cat (1999)
- To Catch a Cat ou A Tealeaf in the Mouse (2000)
- Worlds Apart (2000)
- Deadly Deceit (2001)
- The Cat Next Door (2002)
- Only the Cat Knows (2007)